# R&Oリハビリ病院グループ
R&Oリハビリ病院グループは、医療法人社団アール・アンド・オーが運営する、医療、リハビリテーション、介護を展開する機関。

## 事業内容
医療業
- リウマチ科
- 整形外科
- スポーツ整形外科
- 麻酔科
- リハビリテーション科
- 脳神経外科
- 神経内科

在宅事業
- 訪問リハビリ
- 訪問介護
- 通所リハビリ
- 居宅支援センター

## 事業所
- 静岡リウマチ整形外科リハビリ病院（静岡市葵区柚木、1998年10月開院）
- 静清リハビリテーション病院（静岡市葵区春日二丁目、2004年12月開院）
- 介護老人保健施設エスコートタウン静清（静岡市葵区柚木、2007年9月開設）
- 静岡ホームメディカルケアセンター（静岡市葵区柚木、2007年9月開設）
  - 通所リハビリテーション事業所 Earth（アース）
  - 訪問リハビリテーション事業所 Terra（テラ）
  - 訪問看護ステーション事業所 Gaia（ガイア）
  - 在宅介護支援事業所 ケアマネステーションAoi（葵）
- 駿府の杜クリニック・通所リハビリテーションセンター駿府の杜（静岡市葵区追手町、2015年9月開設）
- グランツ（フィットネス健康施設、静岡市駿河区敷地、2015年10月27日開設）

## 指定
- 労災保険指定医療機関（静岡リウマチ整形外科リハビリ病院、静清リハビリテーション病院、駿府の杜クリニック）